# John Gardner Wilkinson
Pour les articles homonymes, voir Wilkinson et John Wilkinson (homonymie).
Sir John Gardner Wilkinson (5 octobre 1797 - 29 octobre 1875), est un égyptologue britannique, qui, en 1824, explore et cartographie les ruines de la cité antique d'Akhetaton, la capitale d'Akhenaton.
John Gardner Wilkinson devient membre de la Royal Society le 18 décembre 1834.
Il est surnommé « the Father of British Egyptology », le père de l'égyptologie britannique.

## Biographie

### Enfance et éducation
Wilkinson est né à Little Missenden dans le Buckinghamshire. Son père est un ecclésiastique du Westmoreland, le révérend John Wilkinson, un amateur d'antiquités. Wilkinson hérite d'un revenu modeste de ses parents décédés prématurément. Envoyé par son tuteur à la Harrow School en 1813, il entre ensuite à l'Exeter College d'Oxford en 1816. Wilkinson n'obtient finalement aucun diplôme et, souffrant de problèmes de santé, décide de voyager en Italie. Là, en 1819, il rencontre l'antiquaire Sir William Gell et décide d'étudier l'égyptologie.

### Premier séjour en Égypte
Wilkinson arrive pour la première fois en Égypte en octobre 1821, alors qu'il est un jeune homme de 24 ans, et reste dans le pays pendant douze années supplémentaires sans interruption. Pendant son séjour, Wilkinson visite pratiquement tous les sites connus de l'Égypte antique, enregistrant avec talent les inscriptions et les peintures en tant que copiste et compilant de copieuses notes.

### Retour en Angleterre et distinctions honorifiques
Rentré en Angleterre pour des raisons de santé en 1833, Wilkinson réussit à se faire élire à la Royal Society en 1834 et publie ses recherches dans un grand nombre d'ouvrages. Bien que précédée par « The Topography of Thebes et General View of Egypt » en 1835, l'œuvre la plus importante de Wilkinson est « Manners and Customs of the Ancient Egyptians ». Publié pour la première fois en trois volumes en 1837 et illustré par Joseph Bonomi, ce titre est resté le meilleur traitement général de la culture et de l'histoire de l'Égypte antique pendant la moitié du siècle suivant. Les éloges suscités par cette publication valurent à Wilkinson d'être fait chevalier en 1839 et de recevoir le titre de premier égyptologue britannique distingué.

### Voyages et recherches ultérieures
Sir John Gardner Wilkinson retourne en Égypte en 1842, contribuant à un article intitulé « Survey of the Valley of the Natron Lakes » publié au Journal of the Geographical Society en 1843. La même année, il publie une édition revue et augmentée de sa « Topographie », intitulée « Moslem Egypt and Thebes ».
Wilkinson voyage en Dalmatie, au Monténégro, en Bosnie et en Herzégovine en 1844, un compte rendu de ses observations étant publié en 1848 (« Dalmatie et Monténégro », deux volumes).
Une troisième visite en Égypte, de 1848 à 1849, est suivie d'une dernière visite à Thèbes en 1855. Par la suite, Wilkinson reste en Angleterre où il étudie les antiquités de Cornouailles et la zoologie.

### Mariage, décès
En 1856, à l'âge de 59 ans, il épouse Caroline Catherine Lucas (née en 1822), la fille de Henry Lucas du Glamorganshire. Lady Wilkinson travaille à l'édition des manuscrits de son mari et écrit plusieurs livres de son cru, dont le plus réussi est « Weeds and Wildflowers » (1858).
Wilkinson meurt à Llandovery en 1875. Il laisse sa veuve dans une situation financière précaire dont elle est sauvée par une pension que Benjamin Disraeli persuade la reine de lui accorder.

## Héritage

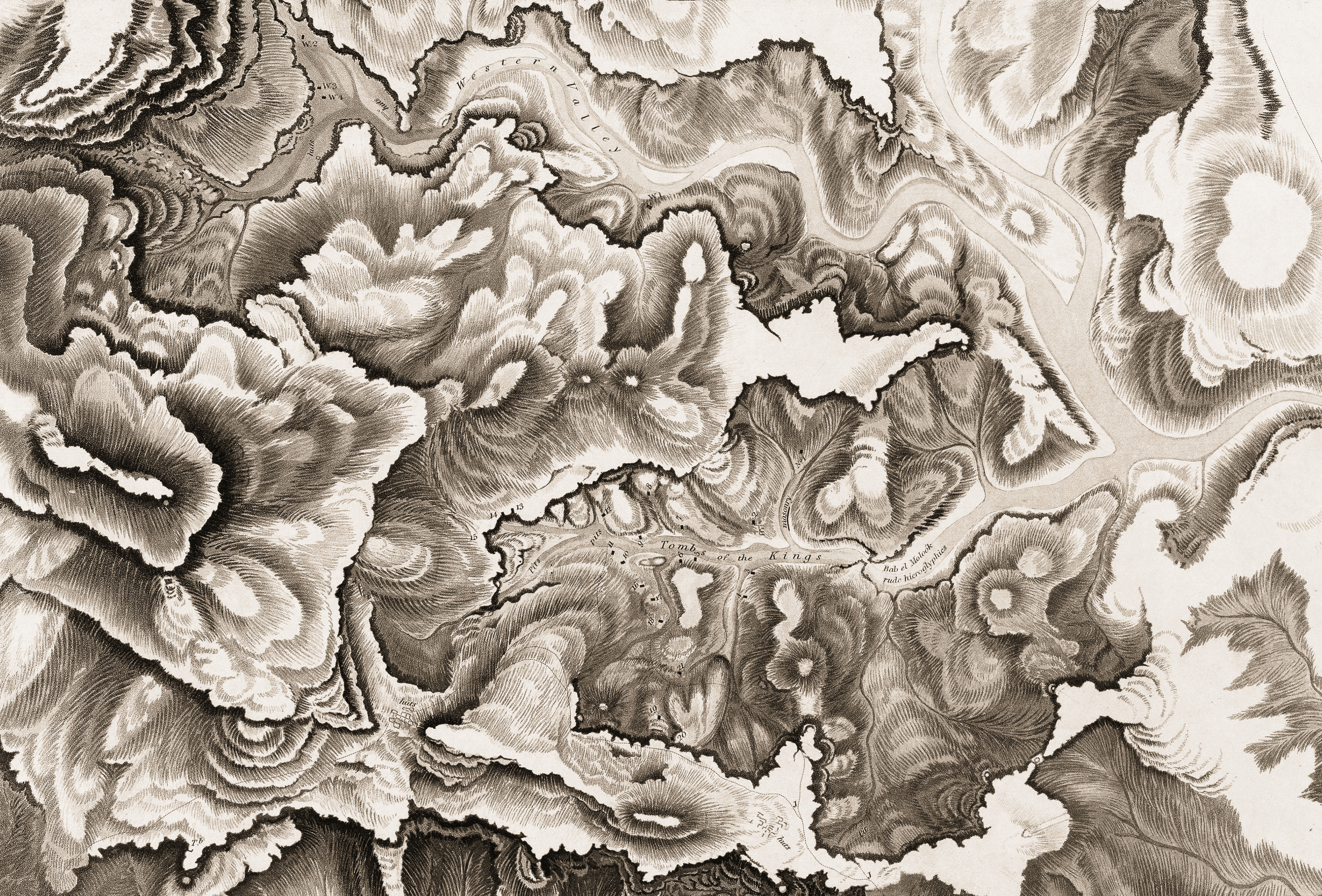
Le système de numérotation de Wilkinson pour les tombes (KV1 à KV21) de la vallée des Rois est toujours utilisé aujourd'hui.

Wilkinson lègue ses collections avec un catalogue élaboré en 1864 à sa cousine, Lady Georgiana Stanhope Lovell, qui a épousé Sir John Harper Crewe à l'abbaye de Calke (aujourd'hui propriété du National Trust). Les papiers de Wilkinson sont maintenant conservés à la Bibliothèque Bodléienne, à Oxford, et constituent une ressource inestimable pour certains des premiers états enregistrés (datant de 1821 à 1856, avant l'avènement du tourisme et de la collecte à grande échelle) de nombreux monuments égyptiens. Sa bibliothèque et ses deux dossiers de plans sont conservés dans la collection du National Trust à Calke Abbey. De nombreux sites historiques ont été endommagés par la suite, voire totalement perdus, ce qui rend le travail de Wilkinson d'autant plus important.

Gravures de Sir John Gardner Wilkinson exposées au Musée d'art classique de Mougins
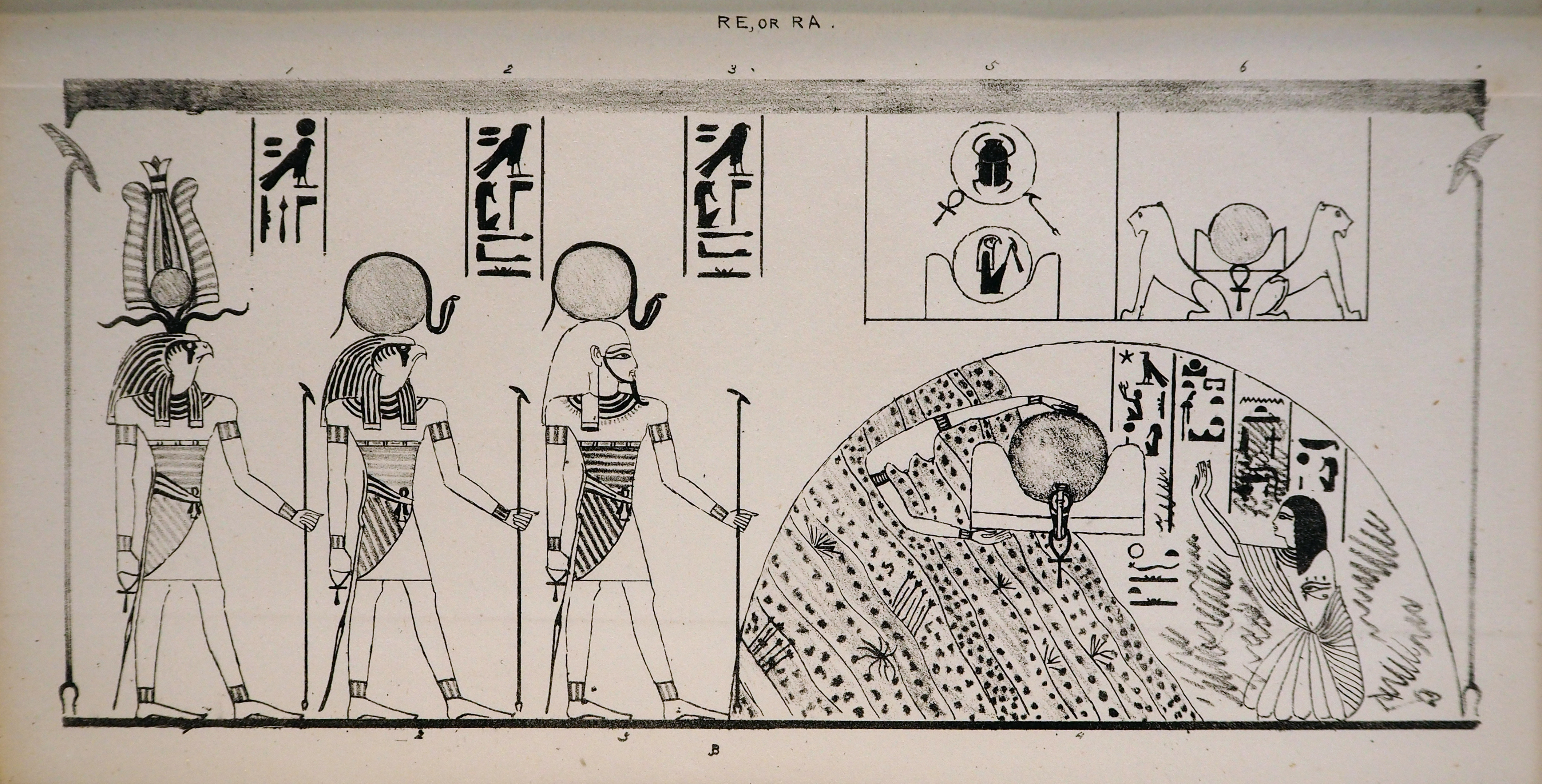
Planche 29 : « Rê », 1841.
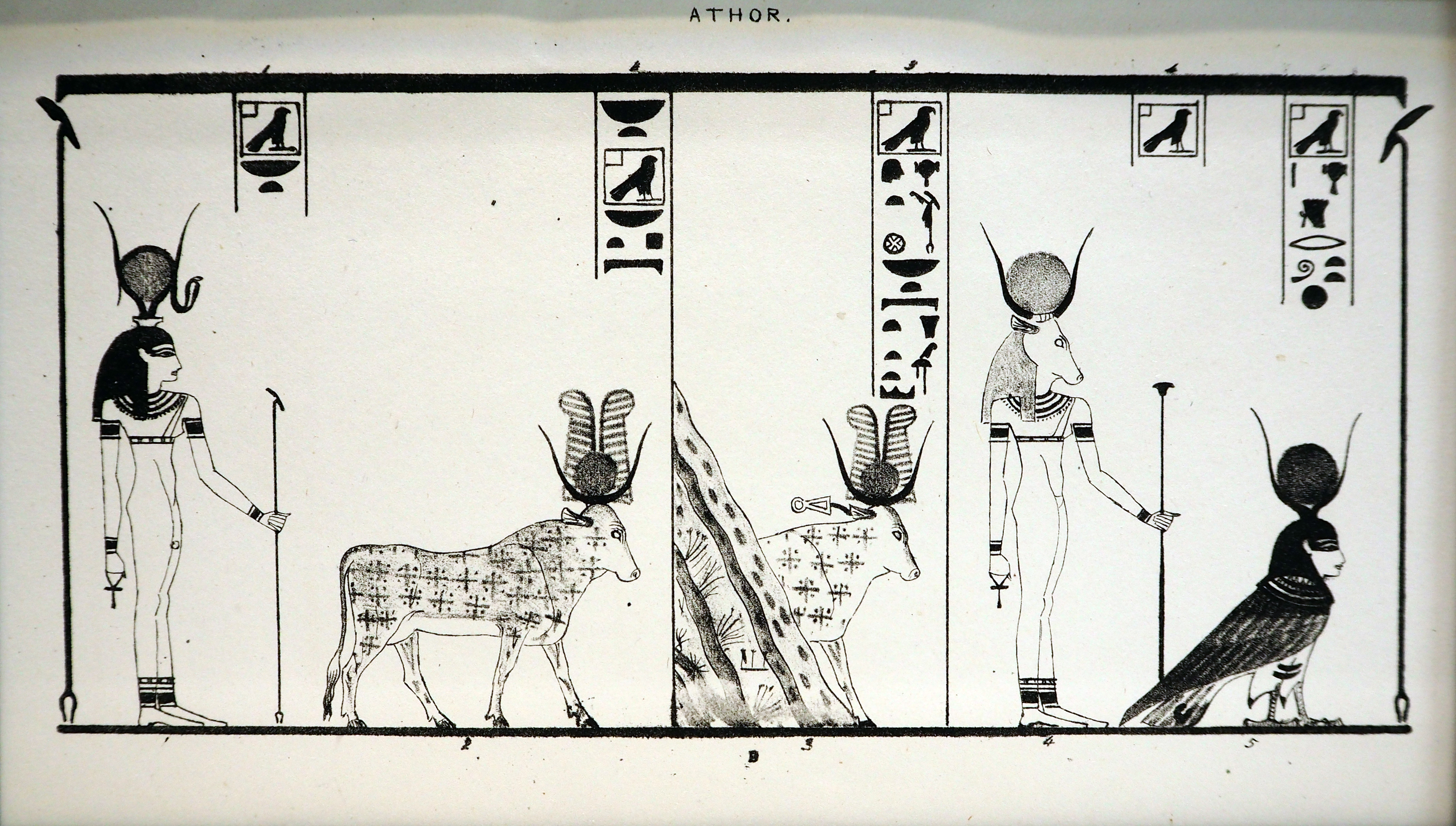
Planche 36 : « Athor », 1841.
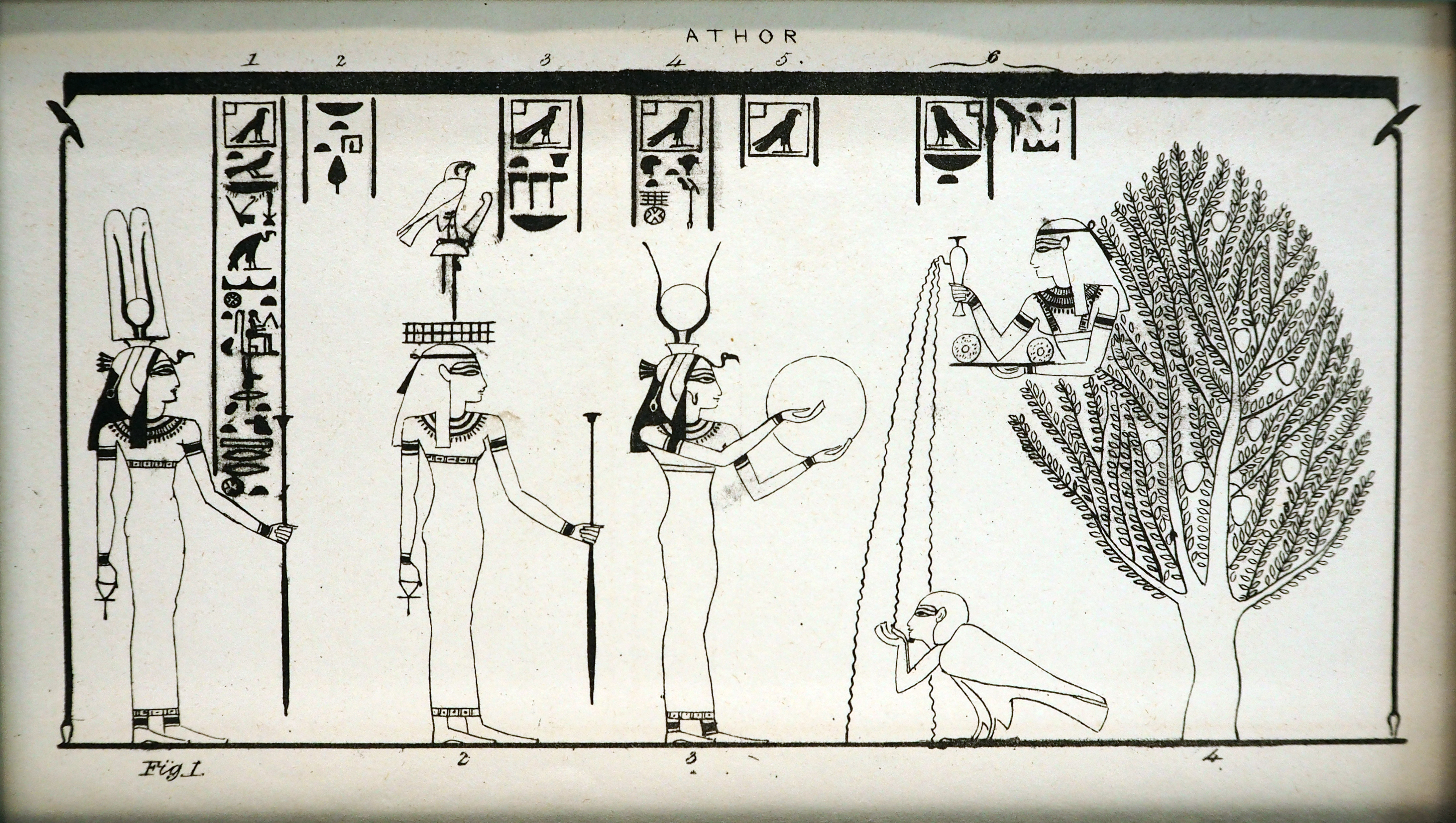
Planche 36A : « Athor dans l'arbre Persea », 1841.